# Magneti Marelli
Magneti Marelli Holding S.p.A. é uma antiga subsidiária do grupo Fiat, vendida para o Grupo Calsonic-KKR em 2018, que produz sistemas para uso em automóveis. Foi fundada em 1919 como uma joint-venture entre a Fiat e a Ercole Marelli, sendo batizada de F.I.M.M. (Fabbrica Italiana Magneti Marelli).
A empresa atua nas mais variadas peças automotivas como sistemas elétricos, mecânicos, sistemas de exaustão, sistemas de câmbio, sistemas de suspensão entre outras tecnologias, também.

Atualmente, a Magneti Marelli lida com sistemas inteligentes para segurança ativa e passiva de veículos, bem como sistemas de trem de força. As linhas de negócios incluem sistemas de iluminação automotiva, sistemas de controle da carroceria, sistemas de controle do trem de força, clusters de instrumentos eletrônicos, sistemas telemáticos e computadores, sistemas e componentes de suspensão, sistemas de escapamento e automobilismo, nos quais a Magneti Marelli desenvolve sistemas eletrônicos específicos para a Fórmula 1, Grande Prémio de Motos e Campeonato Mundial de Ralis.

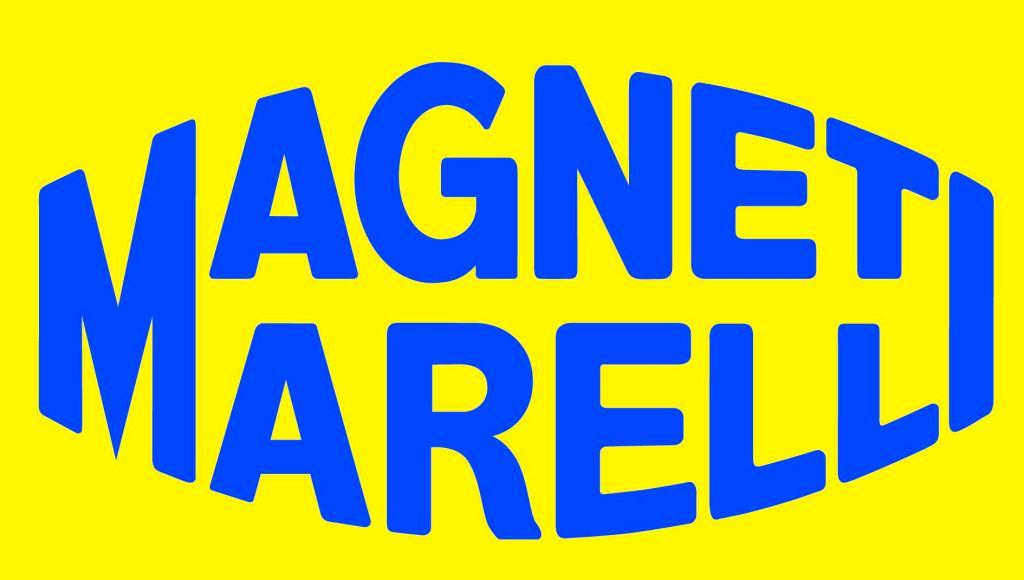
Logotipo

## Investimentos recentes
A Magneti Marelli possui 11 fábricas no Brasil, e em 2013 abriu uma fábrica em Pernambuco.